# Busquístar
Busquístar é um município espanhol situado na parte central da comarca de Alpujarras, na província de Granada, comunidade autônoma de Andalucía. Faz divisa com os municípios de Pórtugos, Trevélez, Juviles, Cástaras, Almegíjar e La Taha. Se encontra situado às margens do Rio Trevélez.

## História
Durante a Invasão muçulmana fez parte da ŷuz de Farrayra y Buqayra, da "Taha de Ferreyra" (divisão administrativa do Reino Nacérida de Granada). Em 1499 foi entregue a Gonzalo Fernández de Córdova junto com a "Taha de Órgiva", assim permanecendo até o século XIX.
Ao sudeste do povoado, no cume de uma colina próxima, há restos de um assentamento medieval moçárabes conhecido como Mesquita de Busquístar, que poderia ter dado origem ao povoado.
Grande parte do seu território está dentro do Sítio Histórico de Alpujarras, onde passa a Rota Medieval de mesmo nome.

## Geografia
Em 2013 contava com uma população de 265 habitantes. Sua extensão territorial é 18,03 km², tendo uma densidade demográfica de 14,7 hab/km². Se encontra situada a uma altitude de 1.100 metros e a 84 quilômetros da capital da província, Granada.
O rio que passa por Busquístar é o Trevélez, volumoso principalmente no verão com o derretimento da neve do Mulhacén; em suas águas, pode-se encontrar espécies como a truta, e diversas piscinas naturais para banho. Os caminhos para se chegar as piscinas se dão por trilhas e são muito sinuosas, feitas nas ladeiras das montanhas, as vezes escavando as rochas.

## Política
O resultado em Busquístar das últimas eleições municipais, realizadas em maio de 2011, foi:
| Eleições Municipais - Busquístar (2011)     |       |          |            |
| Partido político                            | Votos | %Válidos | Vereadores |
| Partido Popular (PP)                        | 152   | 56,51%   | 4          |
| Partido Socialista Operário Espanhol (PSOE) | 117   | 43,49%   | 3          |

## Cultura
O povoado se caracteriza pelas construções de suas casas estilo "alpujarrenho" com telhados planos paredes de pedra ou pintadas com cal.

### Festas
Há feiras que acontecem no primeiros dias do mês de maio em homenagem aos santos São Felipe, Santiago e a Nossa Senhora das Dores. Estas festas, que chegam a durar três o quatro dias, contam com uma infinidade de eventos tradicionais como as corridas de cavalos e as "Verbenas" noturnas com grupos musicais da região.
Também há, entre os dias 6 e 13 de junho a Semana Cultural, em que se oferece aos visitantes comidas e atuações variadas. No dia 29 de junho se realiza una pequena festa em homenagem a São Pedro, havendo também a tradicional romaria. Nos dias 6 a 8 de agosto ocorre uma festa para os residentes, que somente podem vir ao povoado nas férias de verão.

### Gastronomía
Entre sua variada gastronomia se destacam o cozido de erva-doce; as migas de sêmola com torresmo e "picatostes" compostos de linguiça frita, bacalhau, pimenta frita, pimentão tostado, alho assado, etc; o mingau de caldo de peixe com farinha de trigo.

## Galeria

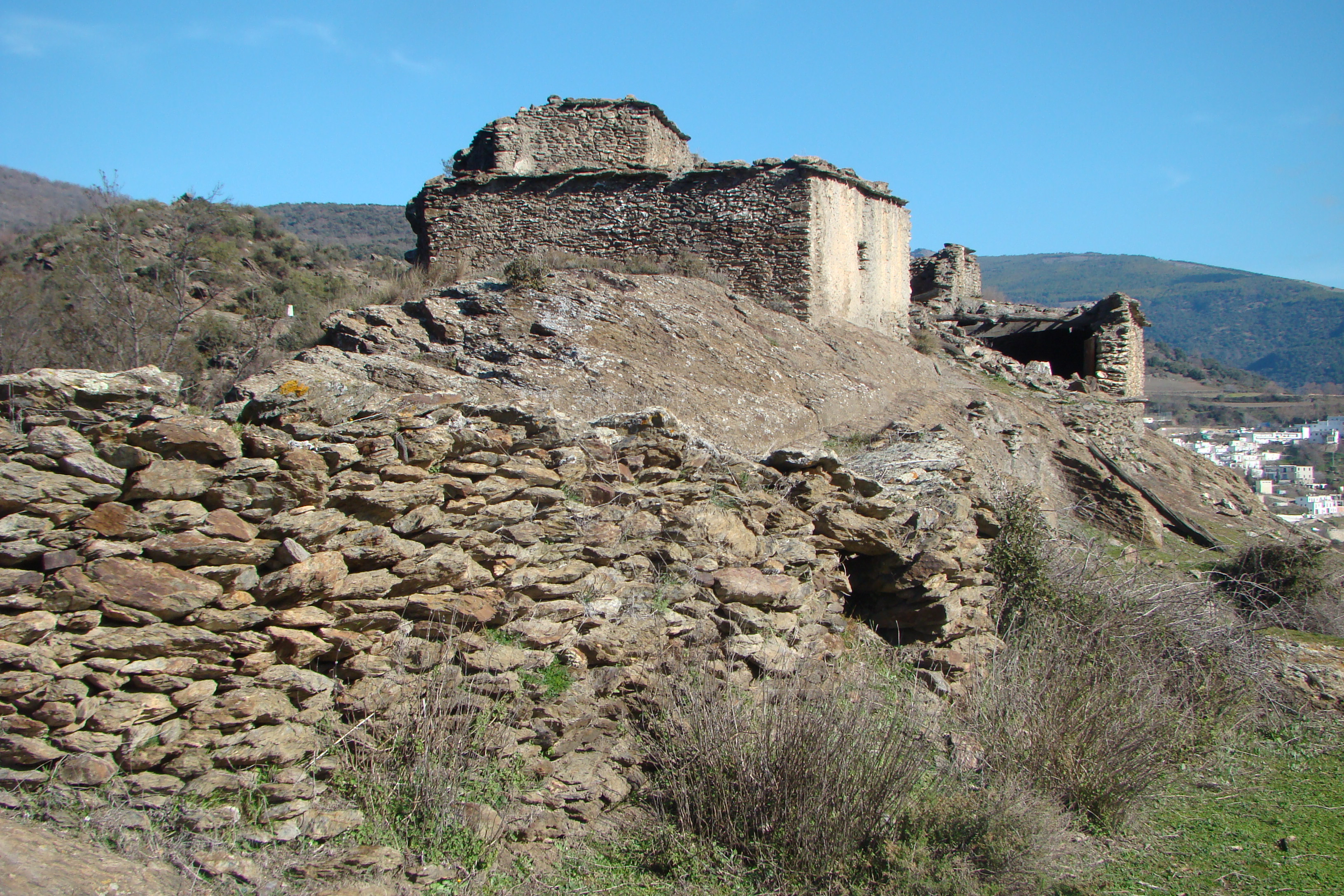
Assentamento Mesquita de Busquistar
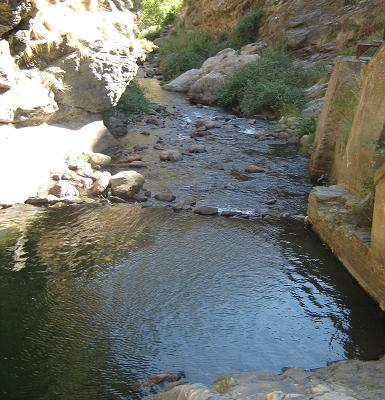
Vista do Rio Trevélez
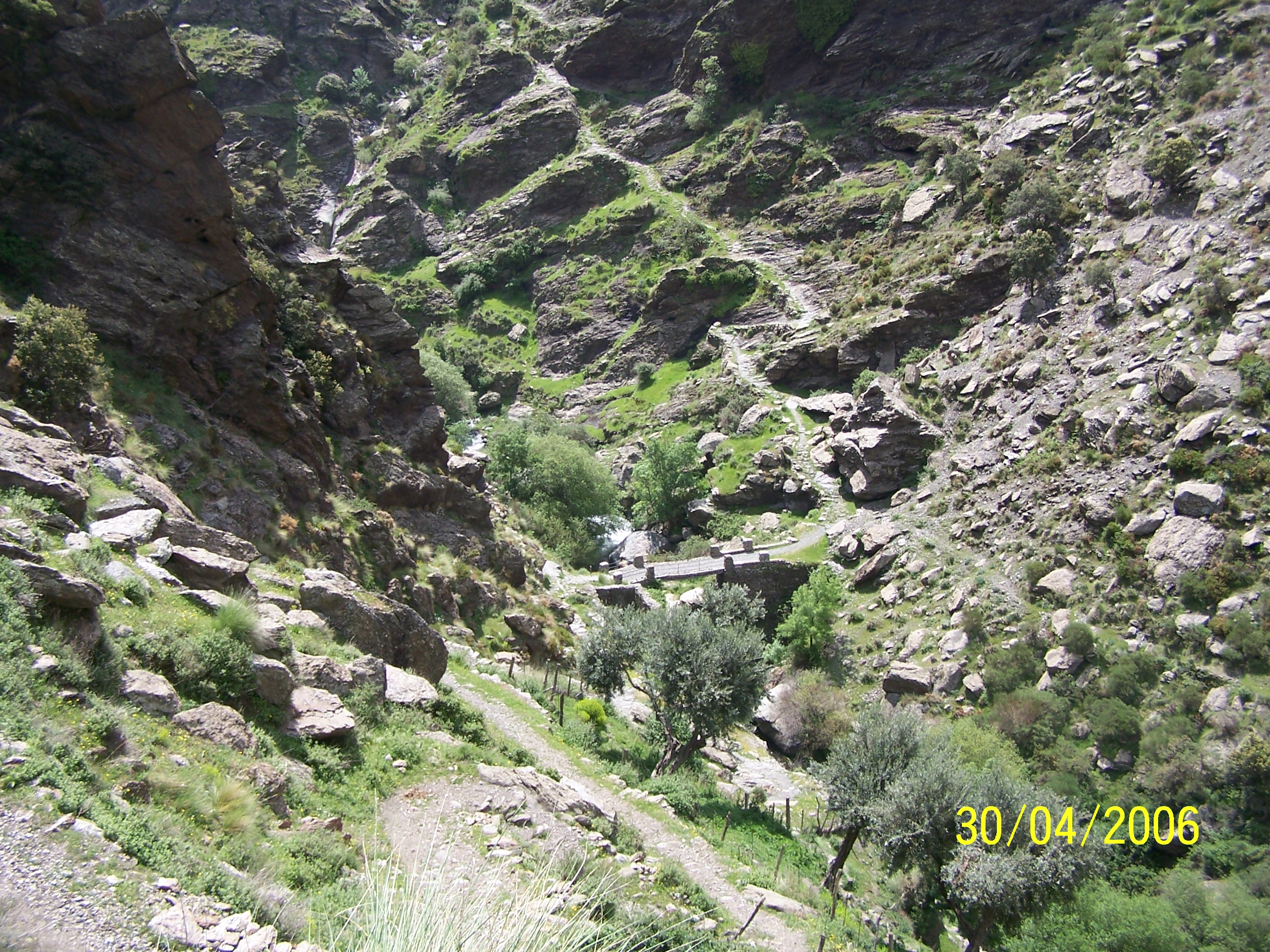
Trilhas para as piscinas naturais